# André Le Nôtre

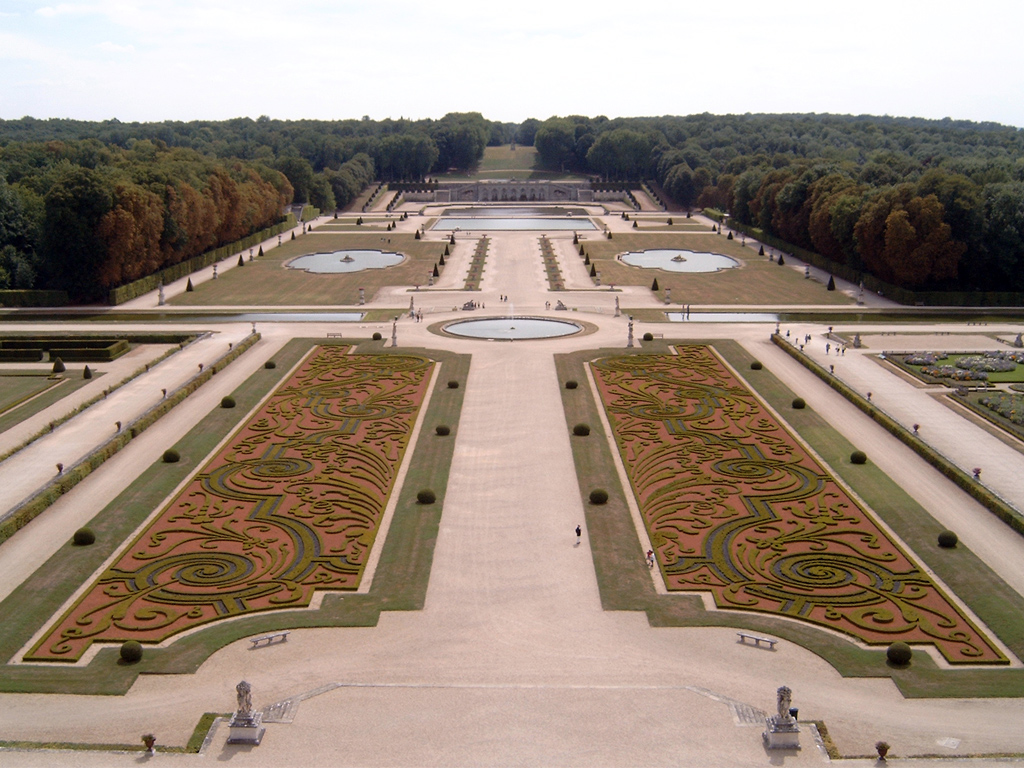
Vaux-le-Vicomte, parter

André Le Nôtre (ur. 12 marca 1613 w Paryżu, zm. 15 września 1700 tamże) – francuski architekt krajobrazu. Od 1635 nadworny ogrodnik Ludwika XIV uznawany za najwybitniejszego przedstawiciela szkoły geometrycznego ogrodu francuskiego. Twórca około 50 ogrodów we Włoszech, Francji i Anglii.

## Życiorys
Wnuk Pierre’a i syn Jeana – ogrodników królewskich. Uczeń Claude’a Molleta oraz François Mansarta. W 1637 przejął po ojcu stanowisko ogrodnika w Tuileries. W 1675 nadano mu tytuł szlachecki, w 1693 zaś odznaczono go orderem św. Michała. Jego dzieło kontynuowali m.in. siostrzeńcy Claude Desgots i Michel III Le Bouteux tworzący w Niemczech, Austrii, Hiszpanii, Holandii i Rosji.

## Wybrane realizacje
- Ogród w Vaux-le-Vicomte
- Ogród w Wersalu
- Pola Elizejskie w Paryżu